# Loa Loa
"Loa Loa" es la octava pista de Nuestra casa a la izquierda del tiempo, de La Oreja de Van Gogh. Se trata de un fragmento de la nana popular vasca Loa loa txuntxurun berde que es interpretada completamente a capela por Leire. El grupo solamente interpreta la primera estrofa de la canción, pero el resto de la canción cuenta que el padre del narrador y a quien va dirigida la nana, al ser pobre vendió a su mujer por el camino para conseguir dinero para alimentarles.

## Letra
Loa, loa txuntxurrun berde
loa, loa masusta.
Aita guria Gasteizen da
ama mandoan hartuta.
Aita guria Gasteizen da
ama mandoan hartuta.
Loa, loa txuntxurrun berde
loa, loa masusta.
Loa, loa txuntxurrun berde
loa, loa masusta.
Aita guria abiatu da
Vitoriako ferira.
Aita guria abiatu da
Vitoriako ferira.
Loa, loa txuntxurrun berde
loa, loa masusta.
Loa, loa txuntxurrun berde
loa, loa masusta.
Aita guriak diru asko du
ama bidean salduta.
Aita guriak diru asko du
ama bidean salduta.
Loa, loa txuntxurrun berde
loa, loa masusta.
- Datos: Q5978118